# Ivan Bellarosa
Ivan Bellarosa (Richterswil, Zwitserland, 28 oktober 1975) is een Italiaans autocoureur.

## Carrière
Bellarosa begon zijn autosportcarrière in de Franse Formule Renault in 1995, waarin hij één race reed. In 2000 keerde hij terug in de sport om zijn eerste volledige seizoen te rijden in het Italiaanse Formule 3-kampioenschap. Hij won drie races en werd achter Davide Uboldi tweede in de eindstand met 164 punten.
In 2001 werd Bellarosa derde in het Centraal-Europese Formule 3-kampioenschap met drie overwinningen. In 2002 had hij geen vast racezitje, maar kwam wel uit in vier races van de World Series by Nissan, vier races van de Euro Formule 3000 en één race van de Italiaanse Formule 3.
In 2003 maakte Bellarosa de overstap naar de Formule Renault V6 Eurocup, waarin hij uitkwam voor het team Bicar Racing. Met een zesde plaats op het Circuit de Monaco als beste resultaat eindigde hij op de vijftiende plaats in het klassement met 34 punten.
In 2004 bleef Bellarosa actief in de Formule Renault V6 Eurocup, maar maakte de overstap naar het team Avelon Formula. Hij kende een moeilijk tweede seizoen, waarin een zevende plaats in Monaco als beste resultaat hem een negentiende plaats in het kampioenschap en 14 punten opleverde.
In 2005 maakte Bellarosa de overstap naar de Formule Renault 3.5 Series, voorheen de World Series by Nissan, waarin hij zijn samenwerking met Avelon Formula voortzette. Met twee zeventiende plaatsen in Monaco en het Autodromo Nazionale Monza als beste resultaten kwam hij echter niet verder dan een puntloze 38e plaats in de eindstand, waarmee hij de laagst geplaatste coureur was die het volledige seizoen deelnam.
In 2006 keerde Bellarosa terug in de Euro Formule 3000, dat de naam had veranderd in Euroseries 3000, en kwam hierin opnieuw uit voor Avelon Formula. Met een zevende plaats op het Circuit de Catalunya als beste resultaat eindigde hij echter puntloos op de 22e plaats in het klassement.
Vanaf 2008 neemt Bellarosa deel aan verschillende prototype-kampioenschappen. In 2009 werd hij tweede in het Italiaanse prototype-kampioenschap om deze een jaar later te winnen. In 2011 zakte hij terug naar de vierde plaats in het eindklassement. In 2012 maakte hij de overstap naar de Speed EuroSeries en won deze overtuigend met tien overwinningen uit twaalf races. Een jaar later werd hij in hetzelfde kampioenschap vierde. In 2014 was hij de winnaar van de Class 2 van de 6 uur van Zolder. In 2015 maakte hij zijn debuut in de 24 uur van Le Mans bij het team Ibañez Racing in de LMP2-klasse en werd naast José Ibañez en Pierre Perret negende in de race.